# Кадочниково
Ка́дочниково (рос. Кадочниково) — присілок у складі Артинського міського округу Свердловської області.
Населення — 119 осіб (2010, 142 у 2002).
Національний склад станом на 2002 рік: росіяни — 96 %.